# Carmel de Lyon
Ne doit pas être confondu avec Couvent des Carmes déchaussés de Lyon.
Le carmel de Lyon, ou carmel de Fourvière, est une maison religieuse en activité. Comme son nom l'indique, elle a été fondée et est habitée par une communauté de sœurs carmélites. Fondé tout d'abord en 1616 sur les pentes de La Croix-Rousse, à proximité de l'Amphithéâtre des Trois Gaules, il est fermé par la Révolution. À la faveur du Concordat, les sœurs peuvent à nouveau fonder une communauté en 1804, cette fois-ci sur la colline de Fourvière, lieu de l'actuelle communauté.

## Histoire

### La fondation à la Croix-Rousse

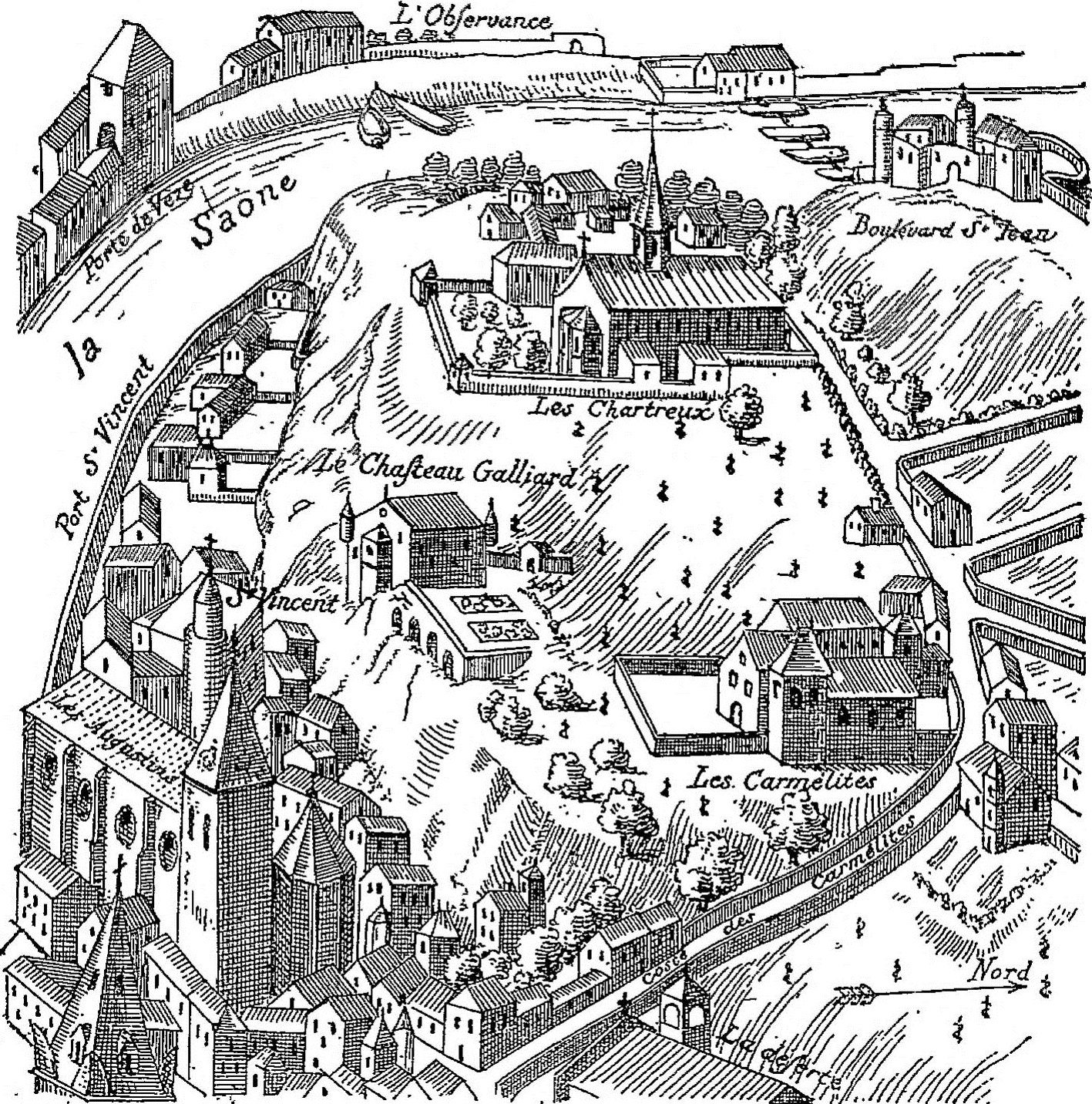
L'emplacement originel du couvent (« Les Carmélites »), sur les pentes de La Croix-Rousse (le nord est à droite sur cette image).

Le Carmel de Lyon est fondé en 1616 par le gouverneur de la ville, Charles de Neufville et sa femme Jacqueline de Harlay, qui font venir de Paris sept religieuses, dans un premier temps logées à la Visitation. Le 9 octobre, elles prennent possession de leur couvent situé sur les pentes de la Croix-Rousse, au lieudit la Gella, juste au-dessus de ce qui sera reconnu plus tard comme l'Amphithéâtre des Trois Gaules. Madeleine de Saint-Joseph est la première prieure, venue avec cinq sœurs du Carmel de l'Incarnation de Paris ainsi qu'une sœur professe du Carmel de Tours.
Le carmel est sous la protection directe de la famille de Villeroy, qui le choisit durant près de deux siècles comme lieu de sépulture des membres de la famille. La maison est, depuis sa fondation — et jusqu'à aujourd'hui, placée sous le vocable de Notre-Dame de Compassion.

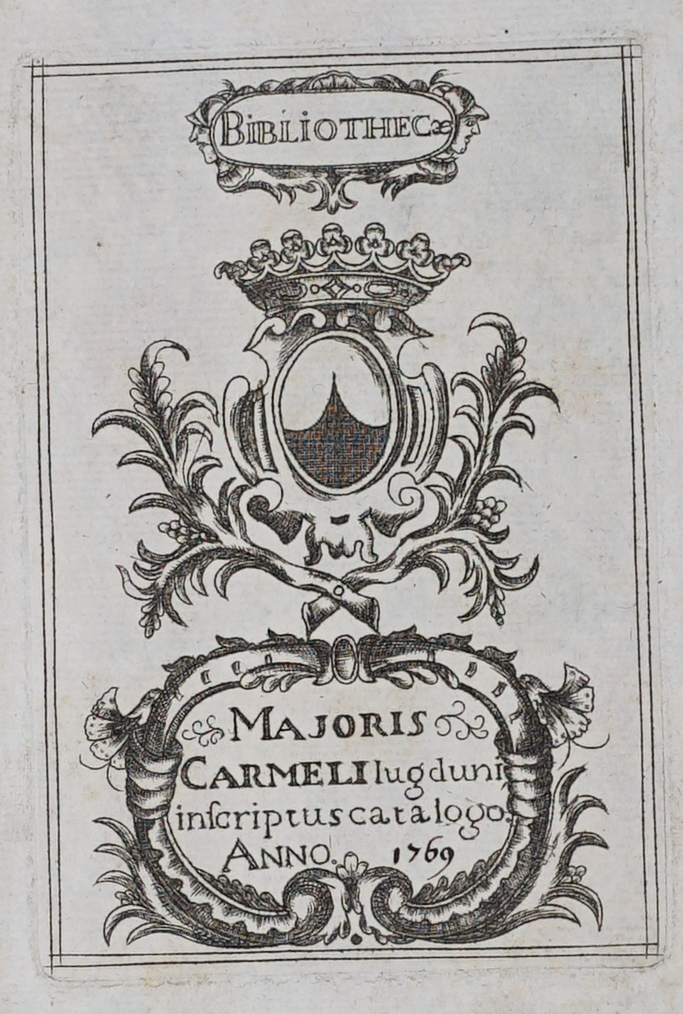
Ex libris des livres de la bibliothèque du Carmel.

Le couvent s'étant initialement établi à Lyon sans autorisation royale, une délibération consulaire du 13 novembre 1659 rectifie cette situation et officialise la création du monastère quarante ans auparavant ; cette acceptation tacite d'autant plus facile que l'archevêque de Lyon est à cette époque Camille de Neufville de Villeroy, le propre fils de la principale fondatrice.

### La Révolution
Le 11 mai 1790, le maire Palerne de Savy visite le Carmel, où il trouve trente religieuses et quatre converses, qui souhaitent toutes rester. Le 8 janvier 1791 une nouvelle supérieure et une nouvelle économe provisoires sont exigées et donc élues par la communauté. Le 19 juin 1791, l'église du couvent est rattachée à la paroisse Saint-Louis ; enfin, le 4 octobre 1792 (13 vendémiaire an I), la maison est fermée et les religieuses dispersées. Cinq d'entre elles sont arrêtées et emprisonnées, et une, Anne Vial (Sœur Marie-Anne-Madeleine de la Croix) exécutée le 5 avril 1794 (16 germinal an II).

### La maison provisoire de la Providence
En 1804, la communauté est reconstituée. Toutefois, les religieuses ne sont ni autorisées à recréer la clôture ni à prendre l'habit. C'est le 6 janvier 1815, sur autorisation du cardinal Fesch, qu'elles peuvent se regrouper à la maison de la Providence, située Montée Saint-Barthélémy.

### Le second Carmel à Fourvière
Le 10 octobre 1850, les Carmélites achètent, en commun avec les Visitandines, la propriété où elles construisent le couvent actuel ; la première pierre de l'église est posée le 26 avril 1853. Les Carmélites emménagent dans leur nouveau monastère le 28 juin 1854.
La communauté est florissante. En 1900, les Carmélites fondent une maison-fille à Domrémy, faisant appel à l'architecte Louis Sainte-Marie Perrin pour la construction de ce dernier.
En 1988, une des religieuses du carmel lyonnais fait partie d'une délégation envoyée auprès des Carmélites d'Auschwitz, afin de tenter de résoudre le problème à l'amiable, notamment en proposant un déménagement du monastère polonais. En 2005, le carmel de Roanne ayant fermé, plusieurs de ses religieuses rejoignent la communauté lyonnaise ; les carmélites roannaises ayant jumelé leur communauté avec celle du Carmel de Koupéla, au Burkina Faso, ce jumelage est transmis au carmel lyonnais.